# Окасио, Осси
Осси Окасио (англ. Ossie Ocasio; настоящее имя Освальдо Окасио; родился 12 августа 1955, Пуэрто-Рико) —  пуэрто-риканский боксёр-профессионал и чемпион мира по боксу в тяжёлом весе. Получил своё прозвище Пасть после того, как во время спарринга нанёс противнику своеобразный случайный укус. Боксировал в умном стиле и обладал быстрыми рефлексами.

## Карьера

### Супертяжёлая категория
Окасио вошёл в супертяжёлую весовую категорию, став профессиональным боксёром в 1976 году и заслужив сразу 10 побед, после чего подписал контракт с промоутером Доном Кингом и вытеснив из рейтингов короля боксёров Кевина Исаака.
В 1978 году во время андеркарта Larry Holmes/Ken Norton Окасио заработал основные очки, выбив из рейтинга высоко стоявшего Джимми Янга, который выиграл у Джорджа Формана. Во время матча-реванша Окасио снова подчеркнул своё превосходство над Янгом, на этот раз в Пуэрто-Рико. Это значительно возвысило спортивную карьеру Окасио.
Эти победы привели в 1979 году его к бою за титул чемпиона мира в супертяжёлом весе в матче против Ларри Холмса. Попытавшись стать первым испанцем, ставшим чемпионом мира в этой категории, он сильно уступил и проиграл Холмсу нокаутами в семи раундах.
В 1980 году он выступил в бою против Майкла Доукса, но не совсем удачно, сыграв вничью. Тем не менее, в матче-реванше Окасио  неожиданно проиграл нокаутом  в первом раунде. На следующий год Окасио отправился в Великобританию и выступил с небольшим достижением против местного боксёра Джона Гарднера — до падения Окасио не получил ударов в 6 раундах.

### Чемпион мира в тяжёлом весе
Позже он сбросил вес и перешёл в тяжёлую весовую категорию, в дальнейшем выступая в ней. В 1982 году состоялся его матч против Робби Уильямса из Южной Америки за вакантный титул WBA. Окасио стал чемпионом мира, по единогласному решению судей победив Уильямса в 15 раундах. Он разделил этот титул в своей категории с земляком Карлосом Де Леоном, также чемпионом мира WBC.
Окасио провёл 3 успешных защиты, обыграв в 15 раундах Янга Джо Луиса Рэнди Стивенса, а также нокаутировав Джона Одхаймбо в 15 раундах в Guaynabo, Пуэрто-Рико. Затем он вернулся в Южную Африку, где проиграл свой титул Питу Кросу в 15 раундах. За месяц до этого проигрыша был убит его брат.
Будучи чемпионом, Окасио смог купить дом в Трухильо-Альто, где он завёл обширное фермерское хозяйство. Он также снялся в пуэрто-риканском фильме, где сыграл трудящегося раба.
В 1986 году он ознаменовал своё возвращение двумя победными боями в 10 раундов, выступив в Атлантик-Сити против бывшего чемпиона мира Дуайта Мохаммеда Кави. Толпа издевалась над Окасио за его стиль, но он бился с разумной стратегией, используя короткие удары. Он попытался вернуть себе титул чемпиона в матче против Эвандера Холифилда в Марселе, Франция, но проиграл нокаутом в 11 раундах.

### Возвращение в супертяжёлый вес
Вернувшись в супертяжёлую весовую категорию, он в 1988 году выиграл бой против Каутзер Пьер в Южной Африке, но проиграл ему в матче-реванше в следующем году. После этого боя он был понижен в статусе.
В 1989 он плохо выступил против Рэя Мёрсера, проиграв ему в 8 раундах. В 1990 он бросил вызов Тайреллу Биггсу и Брюсу Селдону, отправившись для двух боёв в Великобританию и проиграв 8 раундов Ленноксу Льюису, улучшив счёт лишь остановив Джесс Хардинга в 8 раундах, закончив победой в схватке против него. После этого Окасио ездил в Австралию, где его выбил из турнирной таблицы Майк Хантер.
Результатом одного последнего возвращения в 1992 году стал безрадостный проигрыш экс-претенденту на чемпионский титул Карлу Уильямсу, а также троекратное избиение от перспективного испанского боксёра Алекса Гарсия, который был убеждён, что Окасио пора на пенсию, и несколько раз стукнул его об пол, напоследок нокаутировав в восьмом раунде.
Окасио вышел в отставку с 23 победами, 13 поражениями, 1 ничьей и 12 победными нокаутами. В настоящее время он проживает в Орландо, Флорида.